# Eremurus × albocitrinus
Eremurus × albocitrinus là một loài thực vật có hoa lai ghép trong họ Xanthorrhoeaceae. Loài này được Baker mô tả khoa học đầu tiên năm 1879.